# Chuangxin Zhong Lu
Chuangxin Zhong Lu (chiń. 创新中路站) – stacja metra w Szanghaju, na linii 2. Zlokalizowana jest pomiędzy stacjami Tangzhen oraz Huaxia Dong Lu. Została otwarta 8 kwietnia 2010.